# Goran Čarapina
Goran Čarapina (* 12. April 1981 in Metković) ist ein kroatischer Handballtorwart.
Der Torhüter stand von 2010 bis 2012 beim SSV Bozen Loacker (Italien) unter Vertrag. Mit Bozen gewann er 2012 die italienische Meisterschaft. Zuvor spielte er bei RK Poreč, Jerkovac, RK Metković, RK Izviđac Ljubuški und EMC Split. Mit diesen Vereinen spielte er in der EHF Champions League (2000/2001, 2001/2002, 2003/2004, 2004/2005), im Europapokal der Pokalsieger (2002/2003) und im EHF-Pokal (1999/2000).
Goran Čarapina stand im Aufgebot der kroatischen Nationalmannschaft für die Handball-Europameisterschaft 2010. Dort kam er in sechs Spielen zum Einsatz und wurde Vize-Europameister.